# وزارة حسين رشدي باشا الرابعة
وزارة حسين رشدي باشا الرابعة هي الوزارة الرابعة والعشرون في مصر، صدر الأمر السلطاني بتشكيلها في 9 أبريل 1919. قدمت الوزارة استقالتها في 21 أبريل 1919 وقُبلت الاستقالة في 22 أبريل 1919.

## أعضاء الحكومة
| الوزارة               | الوزير                                                          |
| --------------------- | --------------------------------------------------------------- |
| رئيس مجلس الوزراء     | حسين رشدي باشا                                                  |
| وزير المعارف          | حسين رشدي باشا (بصفة مؤقتة؛ إلى جانب منصبه رئيسًا لمجلس الوزراء) |
| وزير الحقانية         | عبد الخالق ثروت باشا                                            |
| وزير المالية          | يوسف وهبة باشا                                                  |
| وزير الداخلية         | عدلي يكن باشا                                                   |
| وزير الأشغال العمومية | حسن حسيب باشا                                                   |
| وزير الحربية والبحرية | حسن حسيب باشا (إلى جانب منصبه وزيرًا للأشغال العمومية)           |
| وزير الأوقاف          | جعفر والي باشا                                                  |
| وزير الزراعة          | أحمد مدحت يكن باشا                                              |

## وصلات داخلية
- قائمة رؤساء مجلس وزراء مصر